# 권성주 (축구 선수)
권성주(1985년 4월 18일 ~ )는 대한민국의 축구 선수이며, 포지션은 센터백이다.